# ユニオンMAX王座
ユニオンMAX王座（ユニオン・マックスおうざ）は、プロレスリングBASARAが管理、認定している王座。

## 歴史
2013年10月23日、ユニオンプロレスがシングル王座（王座名未定）の創設を発表。また、ユニオン新宿FACE大会で開催された「Get the gloryトーナメント」の優勝者である石川修司、ユニオンの代表であるナオミ・スーザンが推薦する選手による初代王座決定戦を行うことを発表。11月23日、ユニオンラジアントホール大会で王座名が発表されて「いつでも全力、大きくなりたい」の意味を込めた「ユニオンMAX王座」に決まって、石川とイワン・マルコフによる初代王座決定戦を行うことを発表。12月11日、ユニオン新宿FACE大会で初代王座決定戦が行われて勝利したマルコフが初代王者になった。
2015年10月4日、ユニオンの解散により封印。
2016年10月29日、管理団体がプロレスリングBASARAに移って王座が復活。12月25日、BASARA後楽園ホール大会で第6代王座決定戦が行われて勝利した木高イサミが第6代王者になった。

## 歴代王者
| 歴代   | 選手                  | 戴冠回数 | 防衛回数 | 獲得日付       | 獲得場所 （対戦相手・その他）  |
| ------ | --------------------- | -------- | -------- | -------------- | ------------------------------ |
| 初代   | イワン・マルコフ      | 1        | 1        | 2013年12月11日 | 新宿FACE 石川修司              |
| 第2代  | 木高イサミ            | 1        | 0        | 2014年3月23日  | ラゾーナ川崎プラザソル         |
| 第3代  | 佐藤光留              | 1        | 3        | 2014年5月18日  | 後楽園ホール                   |
| 第4代  | FUMA                  | 1        | 3        | 2014年12月17日 | 新宿FACE                       |
| 第5代  | 木高イサミ            | 2        | 1        | 2015年8月30日  | 新宿FACE 封印                  |
| 第6代  | 木高イサミ            | 3        | 0        | 2016年12月25日 | 後楽園ホール トランザム★ヒロシ |
| 第7代  | FUMA                  | 2        | 1        | 2017年1月6日   | 新木場1stRING                  |
| 第8代  | トランザム★リュウイチ | 1        | 3        | 2017年3月23日  | 新木場1stRING                  |
| 第9代  | 木高イサミ            | 4        | 5        | 2017年10月1日  | 後楽園ホール                   |
| 第10代 | 谷嵜なおき            | 1        | 3        | 2018年5月3日   | 後楽園ホール                   |
| 第11代 | 中津良太              | 1        | 5        | 2018年9月21日  | 後楽園ホール                   |
| 第12代 | 関根龍一              | 1        | 2        | 2019年5月6日   | 板橋グリーンホール             |
| 第13代 | 高梨将弘              | 1        | 3        | 2019年11月3日  | 両国国技館                     |
| 第14代 | 阿部史典              | 1        | 4        | 2020年3月24日  | 新木場1stRING                  |
| 第15代 | 塚本拓海              | 1        | 6        | 2020年11月10日 | 新木場1stRING                  |
| 第16代 | 中津良太              | 2        | 6        | 2021年10月24日 | 後楽園ホール                   |
| 第17代 | 木高イサミ            | 5        | 5        | 2022年6月21日  | 新木場1stRING                  |
| 第18代 | バナナ千賀            | 1        | 1        | 2023年3月28日  | 新木場1stRING                  |
| 第19代 | 塚本拓海              | 2        | 1        | 2023年5月13日  | 高島平区民館                   |
| 第20代 | FUMA                  | 3        | 2        | 2023年8月29日  | 新木場1stRING                  |
| 第21代 | 藤田ミノル            | 1        | 7        | 2024年1月7日   | 新木場1stRING                  |
| 第22代 | 神野聖人              | 1        | 1        | 2024年12月29日 | 新木場1stRING                  |
| 第23代 | 中津良太              | 3        |          | 2025年3月2日   | 高島平区民館                   |